# Wanderer W 14
Der Wanderer W 14 12/65 PS ist ein Sportwagen, den die Wanderer-Werke 1931–1932 als Ableitung vom Modell W 11 bauten. 

## Modellgeschichte und Technik
Das 4-sitzige Cabriolet wurde von Ferdinand Porsche entworfen, Gläser baute die Karosserie. Dieser Entwicklungsauftrag war der erste, den Porsche als selbständiges Ingenieurbüro in Stuttgart von einem großen deutschen Automobilhersteller erhielt.
Das Fahrzeug hatte einen vorn eingebauten Sechszylinder-Reihenmotor mit 3 Liter Hubraum, seitlicher Nockenwelle und hängenden Ventilen; er leistete 65 PS (48 kW). Die Kraft wurde über ein Vierganggetriebe mit Schalthebel in der Wagenmitte an die Hinterräder übertragen. Die Wagen mit U-Profil-Niederrahmen hatten blattgefederte Starrachsen.
Bis 1932 wurden nur 24 Stück dieses Luxuswagens (Preis: 12.900 RM) hergestellt. Der Motor wurde ab 1933 auch im Wehrmachts-Kübelwagen W 11/I weiter verwendet.

## Technische Daten
| W 14 (12/65 PS)       | W 14 (12/65 PS)                            |
| --------------------- | ------------------------------------------ |
| Bauzeitraum           | 1931–1932                                  |
| Aufbauten             | Cb2                                        |
| Motor                 | 6-Zylinder-Viertaktmotor in Reihe          |
| Ventilsteuerung       | obengesteuert (OHV), seitliche Nockenwelle |
| Bohrung × Hub         | 75 mm × 112–113 mm                         |
| Hubraum               | 2970–2995 cm³                              |
| Nennleistung          | 65 PS (47,8 kW)                            |
| Verbrauch             | 15 l/100 km                                |
| Höchstgeschwindigkeit | 105 km/h                                   |
| Leergewicht           | 1650 kg                                    |
| zul. Gesamtgewicht    | 2100 kg                                    |
| Elektrik              | 12 Volt                                    |
| Länge                 | 5000 mm                                    |
| Breite                | 1720 mm                                    |
| Höhe                  | 1650 mm                                    |
| Radstand              | 3100 mm                                    |
| Spur vorn/hinten      | 1420 mm/1420 mm                            |
| Wendekreis            | 12 m                                       |

- Cb2 = 2-türiges Cabriolet